# 페터 베를링

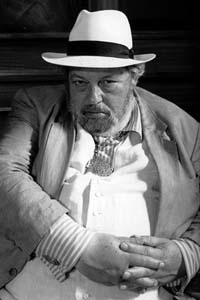

페터 베를링(독일어: Peter Berling, 1934년 3월 20일 ~ 2017년 11월 21일)은 독일의 배우, 작가이다.
로마에서 사망하였다.

## 영화
- 천사의 살인 (2002년) - 카스테나다 역
- 갱스 오브 뉴욕 (2002년)
- 파란 피 (1996년)
- 사탄탱고 (1994년)
- 사랑과 슬픔의 여로 (1991년)
- 프란체스코 (1989년)
- 그리스도 최후의 유혹 (1988년)
- 코브라 베르데 (1987년)
- 장미의 이름 (1986년)
- 베로니카 포스의 갈망 (1982년)
- 피츠카랄도 (1982년)
- 트럭 추적 소동 (1980년)
- 마리아 브라운의 결혼 (1979년) - 브론스키 역
- 유년의 사랑 (1977년)
- 색깔 속의 흑백 (1976년)
- 쥬리아 (1974년)
- 알렐루야 (1972년)
- 아귀레 신의 분노 (1972년)
- 사랑은 죽음보다 차갑다 (1969년)
- 날이 새면 언제나 (1957년)